# São Caetano (Madalena)
São Caetano es una freguesia portuguesa del concelho de Madalena, con 24,36 km² de superficie y 550 habitantes (2001). Su densidad de población es de 22,6 hab/km².